# Mesoclemmys zuliae
Mesoclemmys zuliae är en sköldpaddsart som beskrevs av  Pritchard och Trebbau 1984. Mesoclemmys zuliae ingår i släktet Mesoclemmys och familjen ormhalssköldpaddor. IUCN kategoriserar arten globalt som sårbar. Inga underarter finns listade i Catalogue of Life.
Arten förekommer i Venezuela kring Maracaibosjön. Den har sina bon på marken intill sötvatten. Artepitetet i det vetenskapliga namnet syftar på delstaten Zulia.